# Аба (місто)
Аба́ (Ені́мба, Ені́мба-Сіті; англ. Aba, Enyinmba, Enyimba City) — місто на півдні Нігерії, в штаті Абія, на річці Аба.
Населення міста становить 897 613 осіб (2005; 177 тис. в 1980).

## Історія
Місто виникло на території поселення народу ібо. 1901 року тут було збудовано британський пост, а 1915 року місто з'єднано залізницею з Порт-Харкортом. Певний час місто було резиденцією британської адміністрації. 1929 року в місті проходили повстання жінок проти підвищення податків. В 1967 році було столицею держави Біафра.

## Економіка
Місто є транспортним вузлом на перетині Східної залізничної магістралі Порт-Харкорт-Кадуна та автошляхів.
У місті знаходяться маслоробний, пивоварний, миловарний заводи, а також заводи по виробництву пластмасових виробів, шин, фармацевтичних товарів. Працюють текстильна та трикотажна фабрики. Багато торгових центрів, серед яких найбільший «Аріарія». Торгівля сільськогосподарською сировиною (пальмова олія).
Серед навчальних закладів є торговий та технічний навчальні заклади. Місцевий футбольний клуб «Енімба» є дворазовим переможцем Ліги чемпіонів КАФ (в 2003 та 2004 роках).